# Килидж (шабля)
Килидж (килич, кіліч, тур. kılıç — дослівно «меч», «шабля»)— тип шаблі турецького походження, що має сильно викривлений клинок та масивну єлмань. Клинок виготовляли з булату. Руків'я складалося з двох частин, виготовлених з дерева або рогу. Воно закінчувалося набалдашником — верхів'ям великого розміру. В набалдашнику був отвір для темляка. Гарду, як правило, виготовляли з латуні або срібла. Вона мала хрестоподібну форму, кільйони були, як правило, оливкоподібної форми.
Килиджи були на озброєнні у козаків. Для козацьких килиджів притаманне верхів'я, що своєю формою нагадує равлика. Килиджи виготовляли задунайським козакам за замовленням османського уряду. До власників килиджу належав Йосип Гладкий, шабля якого зберігається в Харківському історичному музеї.

## Зображення

Види ефесів килиджів
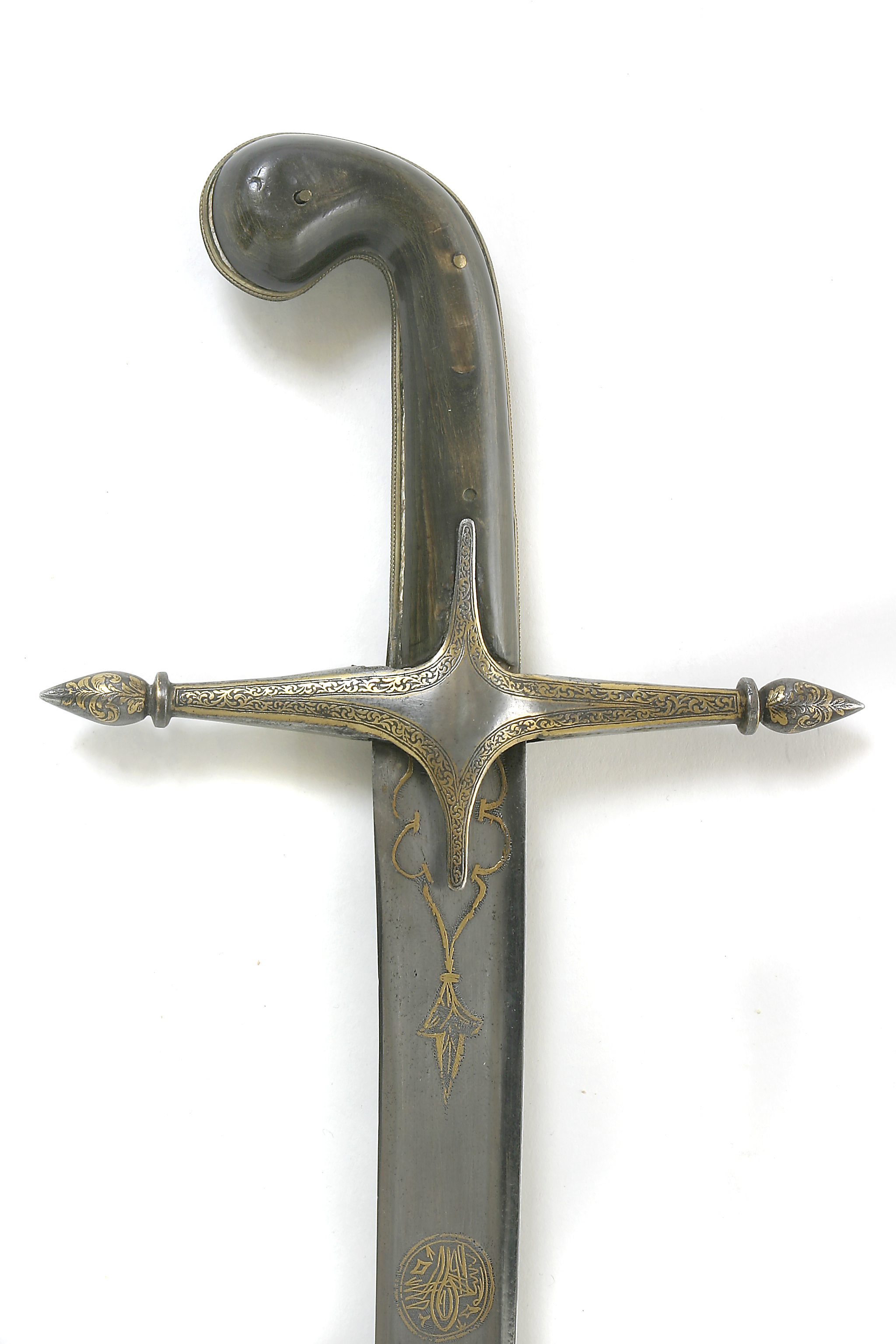
Турецький
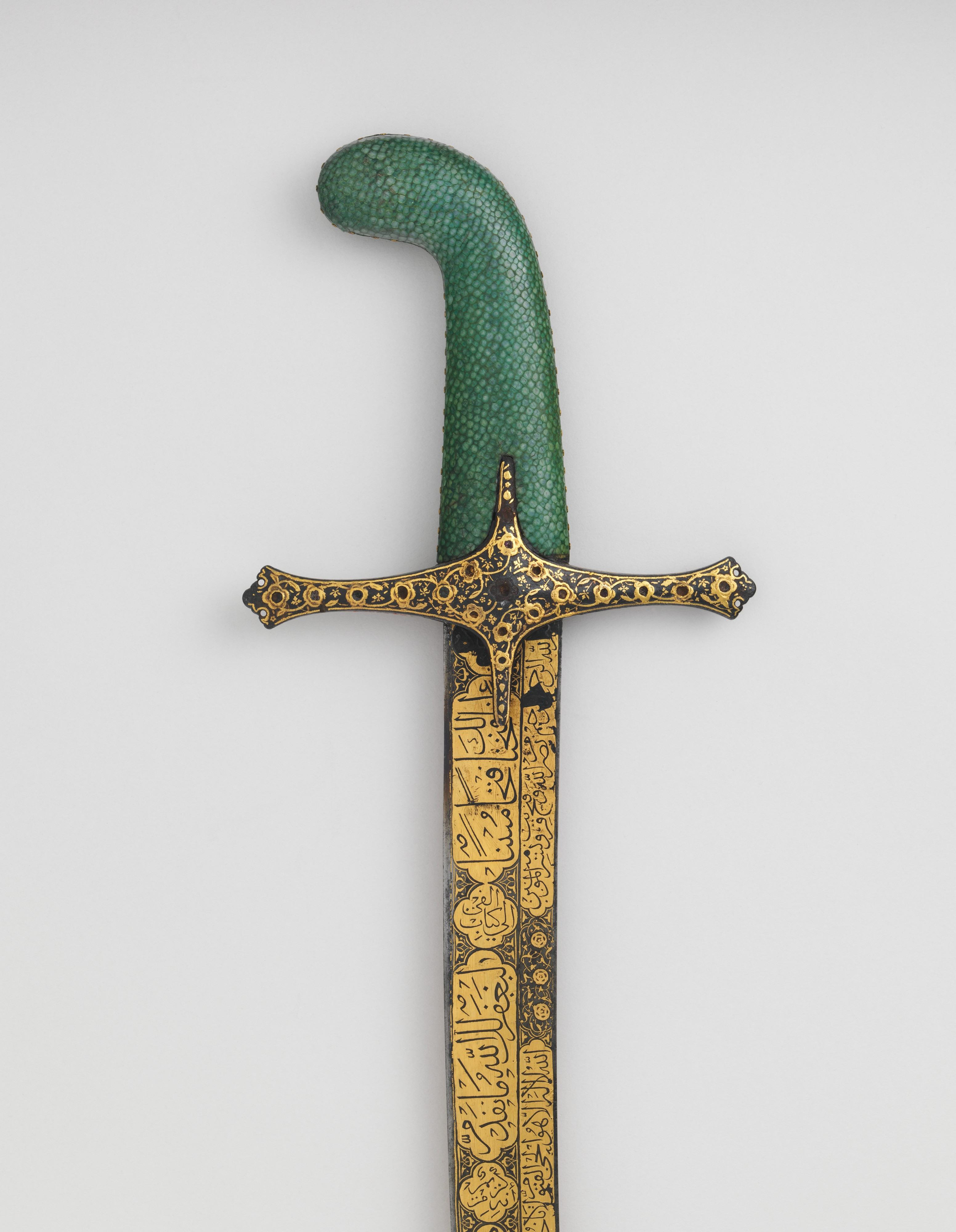
Турецький (варіант)
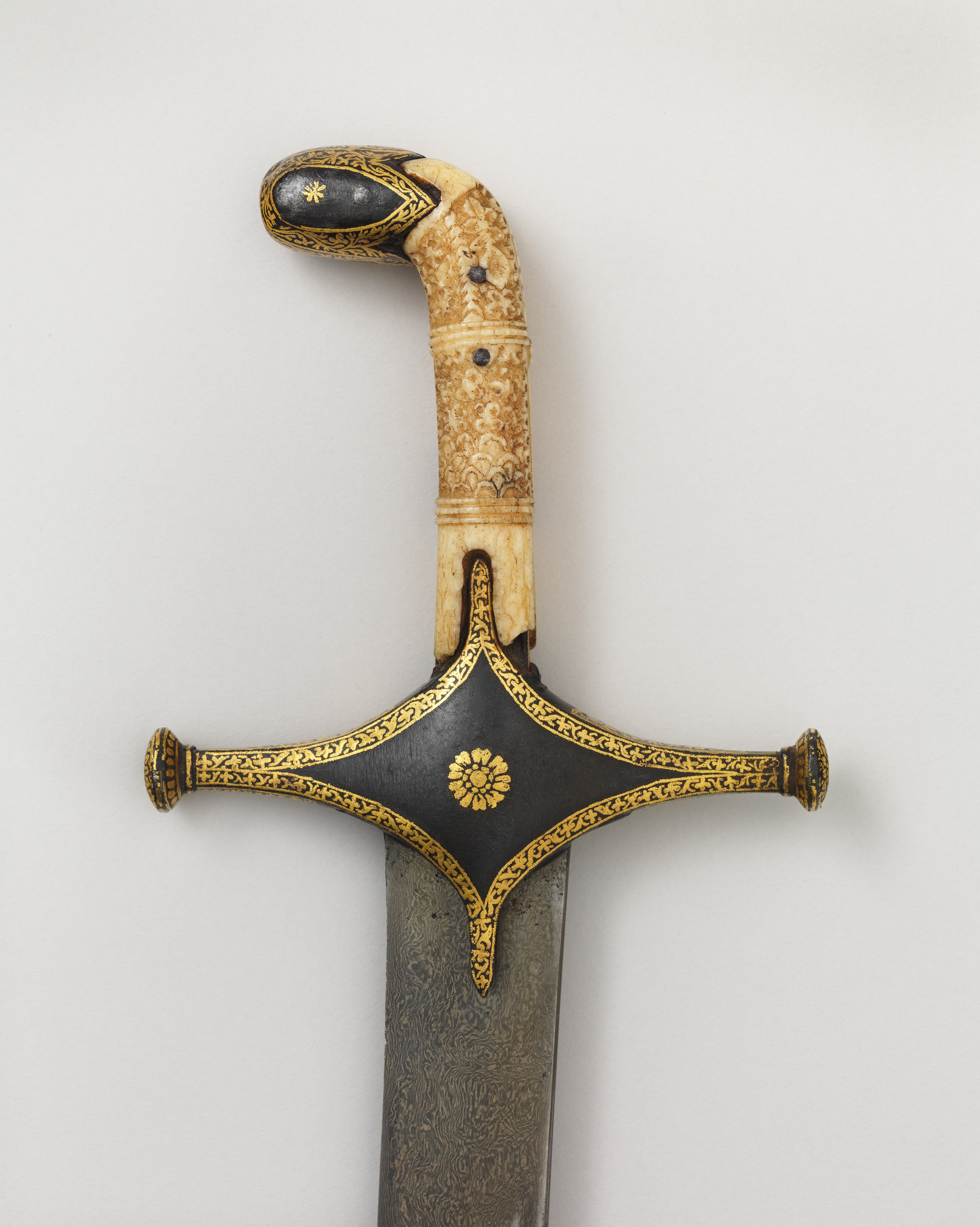
Перський
Карабела
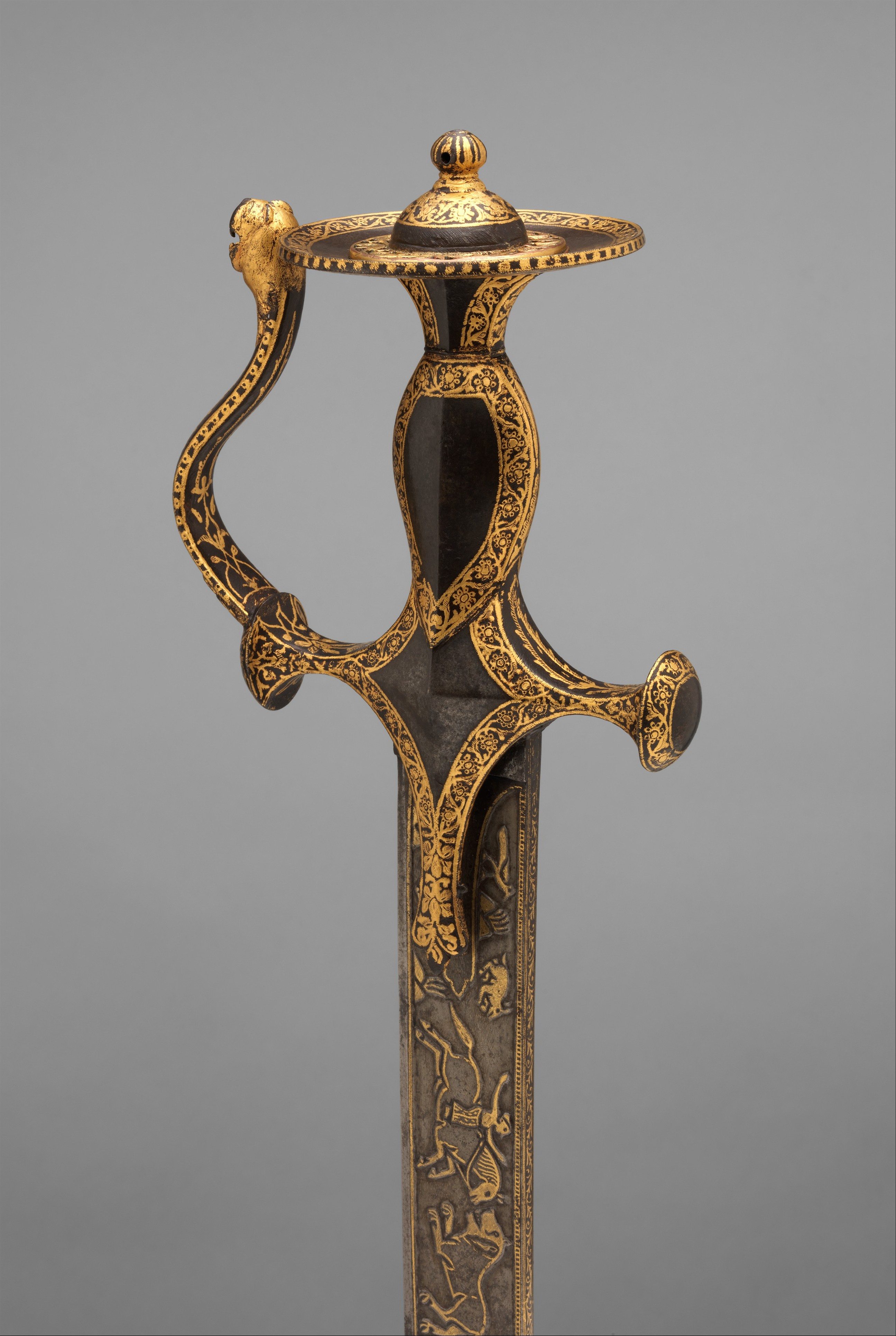
Індо-мусульманський
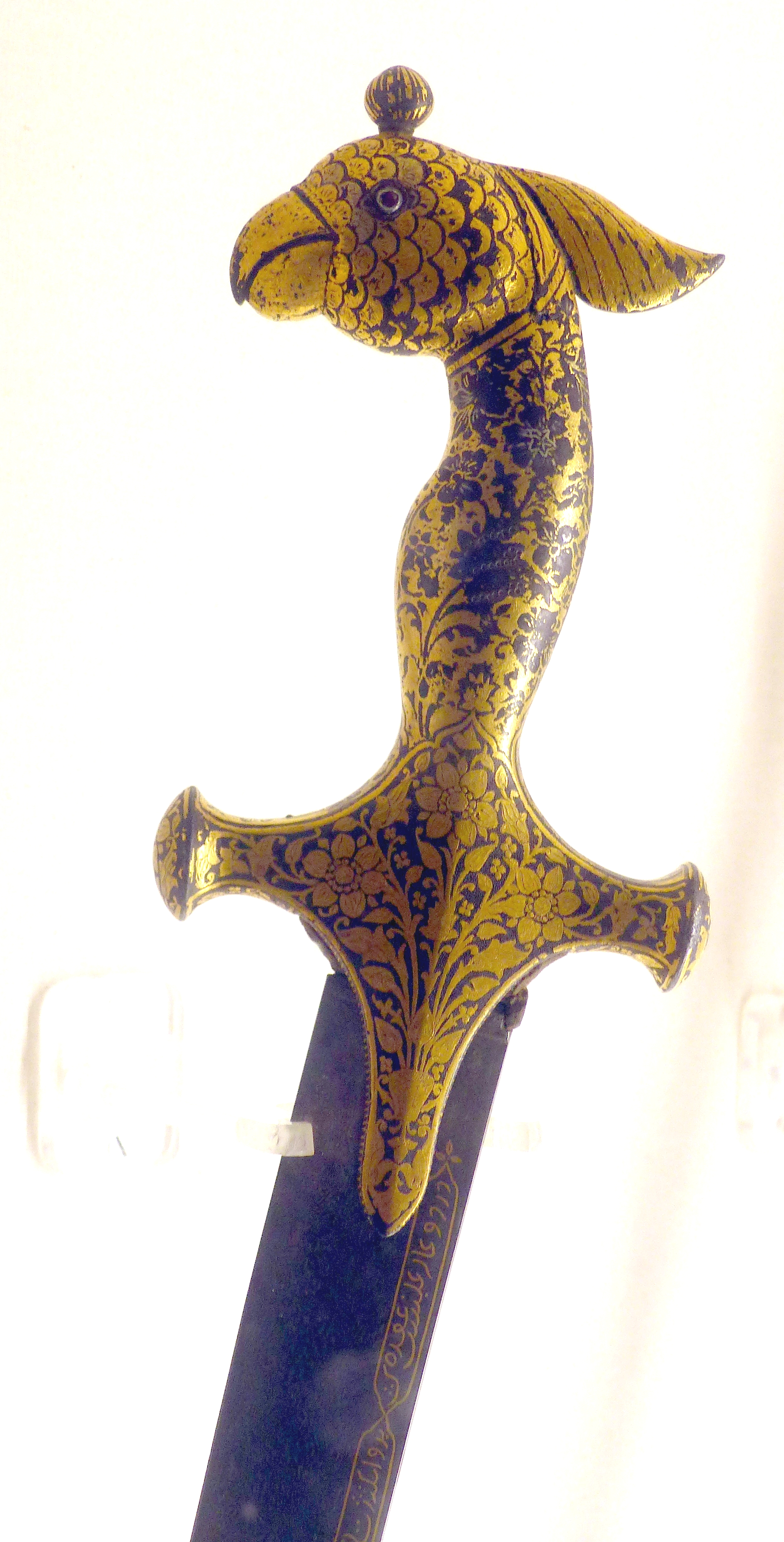
Зооморфний (варіант)
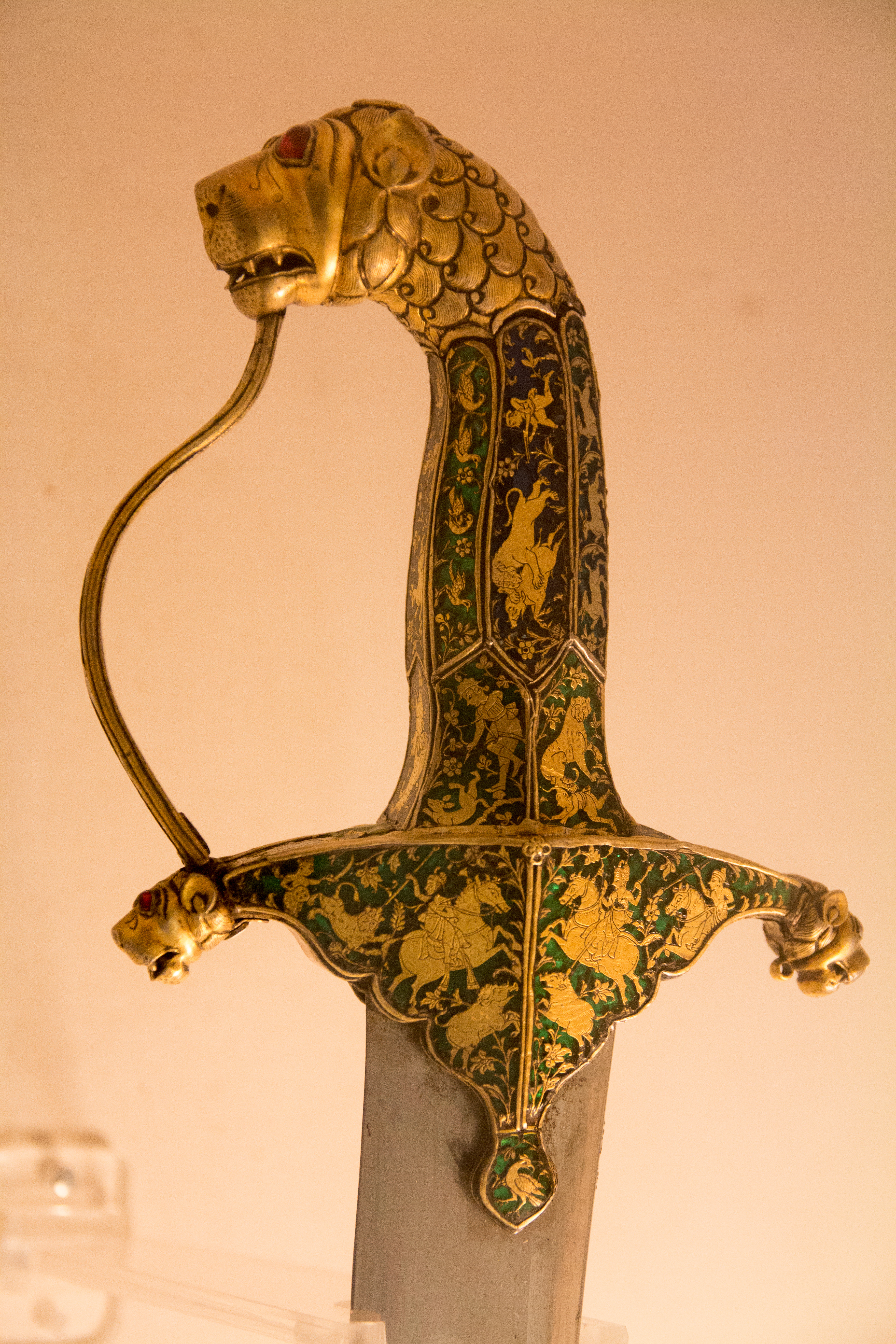
Зооморфний (варіант)
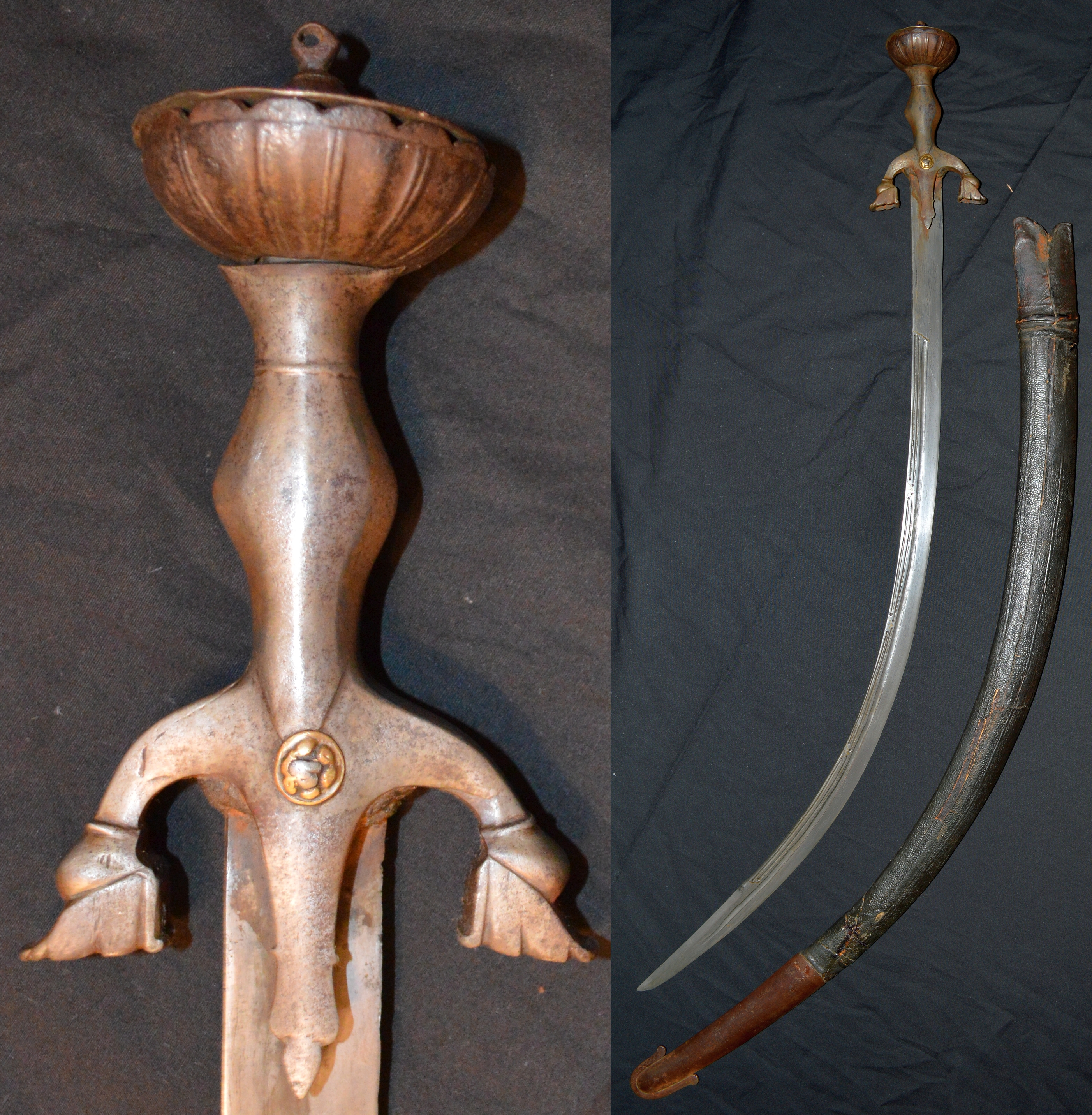
Пулюар

### Килидж в Україні

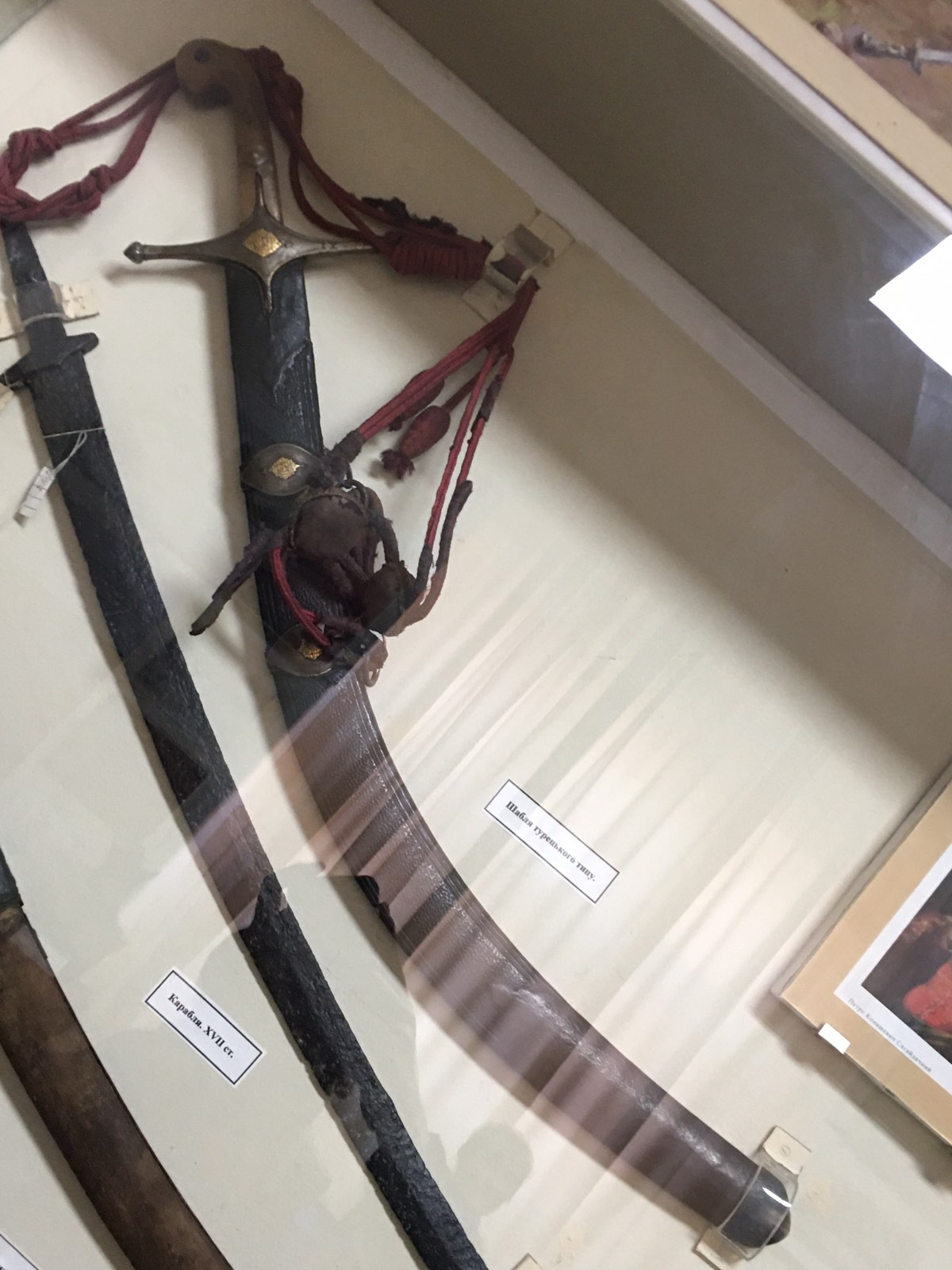
Килидж, Чернівецький обласний краєзнавчий музей.